# NGC 6106
NGC 6106 ist eine 12,2 mag helle Spiralgalaxie vom Hubble-Typ Sc im Sternbild Herkules und etwa 68 Millionen Lichtjahre von der Milchstraße entfernt.
Sie wurde am 13. April 1784 von Wilhelm Herschel mit einem 18,7-Zoll-Spiegelteleskop entdeckt, der sie dabei mit „not vF, pL, iR, bM, r“ beschrieb.
Am 16. Januar 2024 wurde in NGC 6106 die Supernova SN 2024ahv entdeckt.